# Plumatella rieki
Plumatella rieki is een mosdiertjessoort uit de familie van de Plumatellidae. De wetenschappelijke naam van de soort is voor het eerst geldig gepubliceerd in 1998 door Wood.